# Jiří Doležal (1960)
Jiří Doležal (* 30. března 1960) je bývalý fotbalista, obránce.

## Fotbalová kariéra
Hrál za Bohemians Praha, Slávii Praha a Spartak Hradec Králové. V lize odehrál 102 utkání a dal 6 gólů. V Poháru UEFA nastoupil ve 2 utkáních. Mistr Československa 1983.